# Gare de Jouy
Gare de Jouy vasútállomás Franciaországban, Jouy településen.

## Vasútvonalak
Az állomást az alábbi vasútvonalak érintik:
- Párizs–Brest-vasútvonal

## Kapcsolódó állomások
A vasútállomáshoz az alábbi állomások vannak a legközelebb:
- Gare de La Villette-Saint-Prest (Gare de Brest, Párizs–Brest-vasútvonal)
- Gare de Saint-Piat (Paris Gare Montparnasse, Párizs–Brest-vasútvonal)